# Pfarrkirche Oberhof (Metnitz)

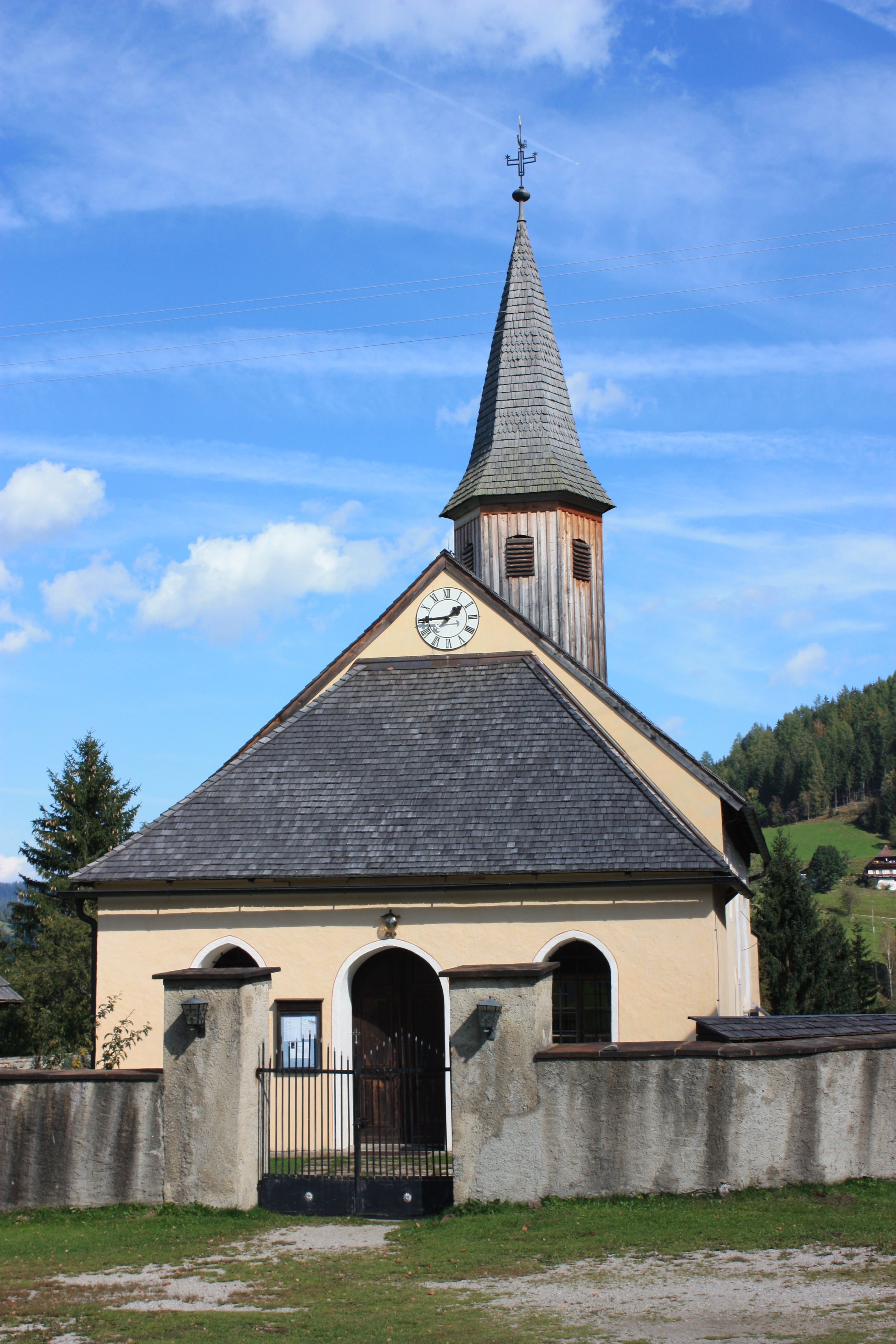

Die römisch-katholische Pfarrkirche Oberhof in Mödring in der Gemeinde Metnitz ist dem heiligen Nikolaus geweiht. Der Sakralbau steht schattseitig erhöht über dem Talboden in 1016 Meter Höhe.  Die erstmals 1405 genannte Kirche wurde 1787 zur Pfarrkirche erhoben. 
Die Kirche ist ein kleiner gotischer Bau mit Satteldach und Dachreiter und einem westlichen Vorhallenanbau. An das Langhaus mit Flachdecke schließt der leicht eingezogene, etwas höhere Chor mit Fünfachtelschluss und Kreuzgratgewölbe, nach Norden die Sakristei an.
Der Hochaltar von 1672 besteht aus einer einfachen Ädikula über einem kleinen Sockel und einem gesprengten Volutengiebel mit Dreipassrahmen als Aufsatz. Das Mittelbild stellt den heiligen Nikolaus dar, das Aufsatzbild Maria Verkündigung.
Der rechte Seitenaltar aus der zweiten Hälfte des 18. Jahrhunderts zeigt am Altarblatt das heilige Kaiserpaar Heinrich und Kunigunde sowie am Aufsatzbild den segnenden Bischof Erasmus. Die Bilder stammen wahrscheinlich aus der Schule Josef Ferdinand Fromillers.
Die Kanzel aus der Mitte des 18. Jahrhunderts ist mit Figuralplastik ausgestattet, die Balthasar Prandtstätter zugeschrieben wird. An der Kanzelbrüstung ist ein Relief mit dem Guten Hirten angebracht. Die Bekrönung des Schalldeckels bildet die auf Wolken schwebende Büste Gottvaters im Strahlenkranz.
An Konsolfiguren besitzt die Kirche einen um 1420/30 geschnitzten heiligen Nikolaus sowie die Heiligen Josef und Anna aus der Mitte des 18. Jahrhunderts. Der geschnitzte Apostelluster im barockisierenden Stil wurde in der Mitte des 19. Jahrhunderts gefertigt. Ein Taufstein war mit 1468 bezeichnet, wurde aber im Zuge einer Renovierung 1979 zerstört. In der Vorhalle hängt ein volkstümliches Kruzifix mit dem Leidenswerkzeug. Eine Glocke  stammt wahrscheinlich aus dem 15. Jahrhundert, eine andere wurde 1617 von Georg Fiering gegossen.